# SN 2002et
SN 2002et – supernowa typu Ia odkryta 24 sierpnia 2002 roku w galaktyce M-04-47-10. W momencie odkrycia miała maksymalną jasność 16,50m.